# Orgerius rhypara
Orgerius rhypara är en insektsart. Orgerius rhypara ingår i släktet Orgerius och familjen Dictyopharidae.

## Underarter
Arten delas in i följande underarter:
- O. r. clitella
- O. r. concorda
- O. r. pajaronia
- O. r. ventosa